# Live at The Village Vanguard: The Art of the Trio, Vol. 2
Pour les articles homonymes, voir Live at the Village Vanguard.
Albums de Brad Mehldau
The Art of the Trio, Vol. 1
(1997) Songs: The Art of the Trio, Vol. 3
(1998)
Live At The Village Vanguard: The Art Of The Trio, Vol. 2 est un en trio du pianiste de jazz américain Brad Mehldau sorti en 1998 chez  Warner Bros. Records. Il a été enregistré live au Village Vanguard en 1997.

## Liste des pistes
| No | Titre                    | Musique                         | Durée |
| -- | ------------------------ | ------------------------------- | ----- |
| 1. | It's Allright With Me    | Cole Porter                     | 12:39 |
| 2. | Young and Foolish        | Albert Hague, Arnold B. Horwitt | 13:07 |
| 3. | Monk's Dream             | Thelonious Monk                 | 11:09 |
| 4. | The Way You Look Tonight | Jerome Kern, Dorothy Fields     | 12:33 |
| 5. | Moon River               | Johnny Mercer, Henry Mancini    | 10:52 |
| 6. | Countdown                | John Coltrane                   | 12:40 |

## Personnel
- Brad Mehldau - piano
- Larry Grenadier -  contrebasse
- Jorge Rossy -  batterie